# نگاناسان‌ها
نگاناسان‌ها گروهی از مردمان سموئیدی ساکن در منطقه کراسنویارسک و شبه‌جزیره تایمیر در منطقه سیبری کشور روسیه به‌سر می‌برند. این مردم که به زبان نگاناسانی تکلم می‌کنند دارای مذاهب بومی و کهن خود بوده و عمدتاً پیرو شمنیسم و روح‌باوری هستند. جمعیت کل نگاناسان‌ها را حدود هزار تن برآورد کرده‌اند. این مردم اگرچه پیش‌تر توسط تزار روسیه تحت حاکمیت بودند اما با این‌حالی تا سال ۱۹۷۰ میلادی آزادانه و کاملاً به دور از تمدن به‌سر می‌بردند. شغل بیش‌تر نگاناسان‌ها شکار و دامپروری در گله‌های گوزن شمالی است. اقوام مرتبط با نگاناسان‌ها مردم انتس و ننتس و نیز دولگان‌ها می‌باشند.